# Dioscorea esquirolii
Dioscorea esquirolii är en enhjärtbladig växtart som beskrevs av David Prain och Isaac Henry Burkill. Dioscorea esquirolii ingår i släktet Dioscorea och familjen Dioscoreaceae. Inga underarter finns listade i Catalogue of Life.